# シュリ・サティヤ・サイ高等医療機関

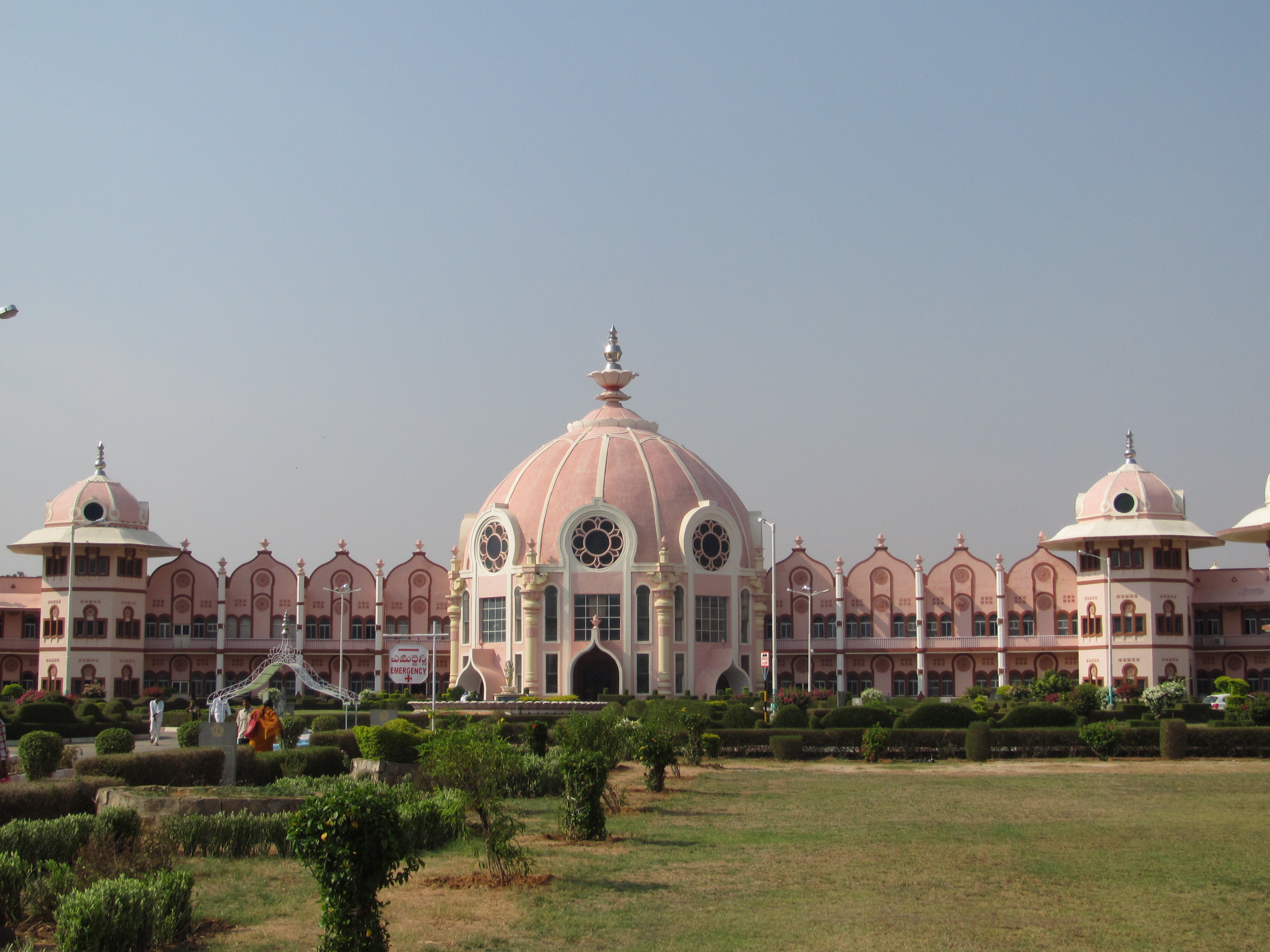
シュリ・サティヤ・サイ高等医療機関

シュリ・サティヤ・サイ高等医療機関（シュリ・サティヤ・サイこうとういりょうきかん、英：Sri Sathya Sai Institute of Higher Medical Science、略：SSSHMS）は、インドの教育者・社会奉仕者であり、霊的指導者であるサティヤ・サイ・ババの意思を継承し、運営されている病院を統括する医療機関である。

## 概要
中枢となる設立理念として、「人道主義の証として、また人類への奉仕によってもたらされるものが極めて価値がある」ことが示されるため、そして、「近代的かつ専門設備が万全に装備された施設において、無償で医療を提供する病院が、インドという発展途上国で停留なく機能し続けている」という事実により、万人のためのモデル病院を作るためとされる。
各医療分野に特化した病院、主に3施設から構成され、それらの病院では、カースト、信条、宗教、人種、国籍の如何を問わず、貧富同様に、極めて特殊な医療分野においてさえも、全く無料で最高級の治療を受けることができるとされる世界有数の病院である。
ノーベル賞の選考機関en:Norwegian Nobel Instituteは、完全無償で医療を提供する「シュリ・サティヤ・サイ高等医療機関」の、他に類を見ない社会貢献を評して、サティヤ・サイ・ババをノーベル平和賞候補とするが、サイババが辞退したため、2001年11月23日に同インスティトュート所長であるマイケル・ノーベルが、24時間放送の衛星ラジオ局「サイ・グローバル・ハーモニー」を寄贈した。

## 関連病院
| 病院名                             | 設立日     | 所在地                     | 医療分野 |
| ---------------------------------- | ---------- | -------------------------- | -------- |
| シュリ・サティヤ・サイ総合病院     | 1956.10.4  | プラシャーンティ・ニラヤム |          |
| シュリ・サティヤ・サイ病院         | 1976.8.28  | ホワイトフィールド         | TBA      |
| シュリ・サティヤ・サイ高度専門病院 | 1991.11.17 | プラシャーンティ・グラム   | TBA      |
| シュリ・サティヤ・サイ高度専門病院 | 2001.1.19  | ホワイトフィールド         | TBA      |